# 'Amran

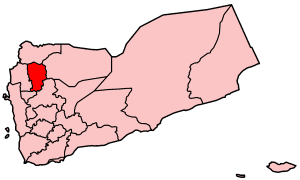
Localização no Iêmen

'Amran (em árabe: عمران) é uma província (mohafazah) do Iêmen. Em janeiro de 2004, possuía uma população de 872.789 habitantes.

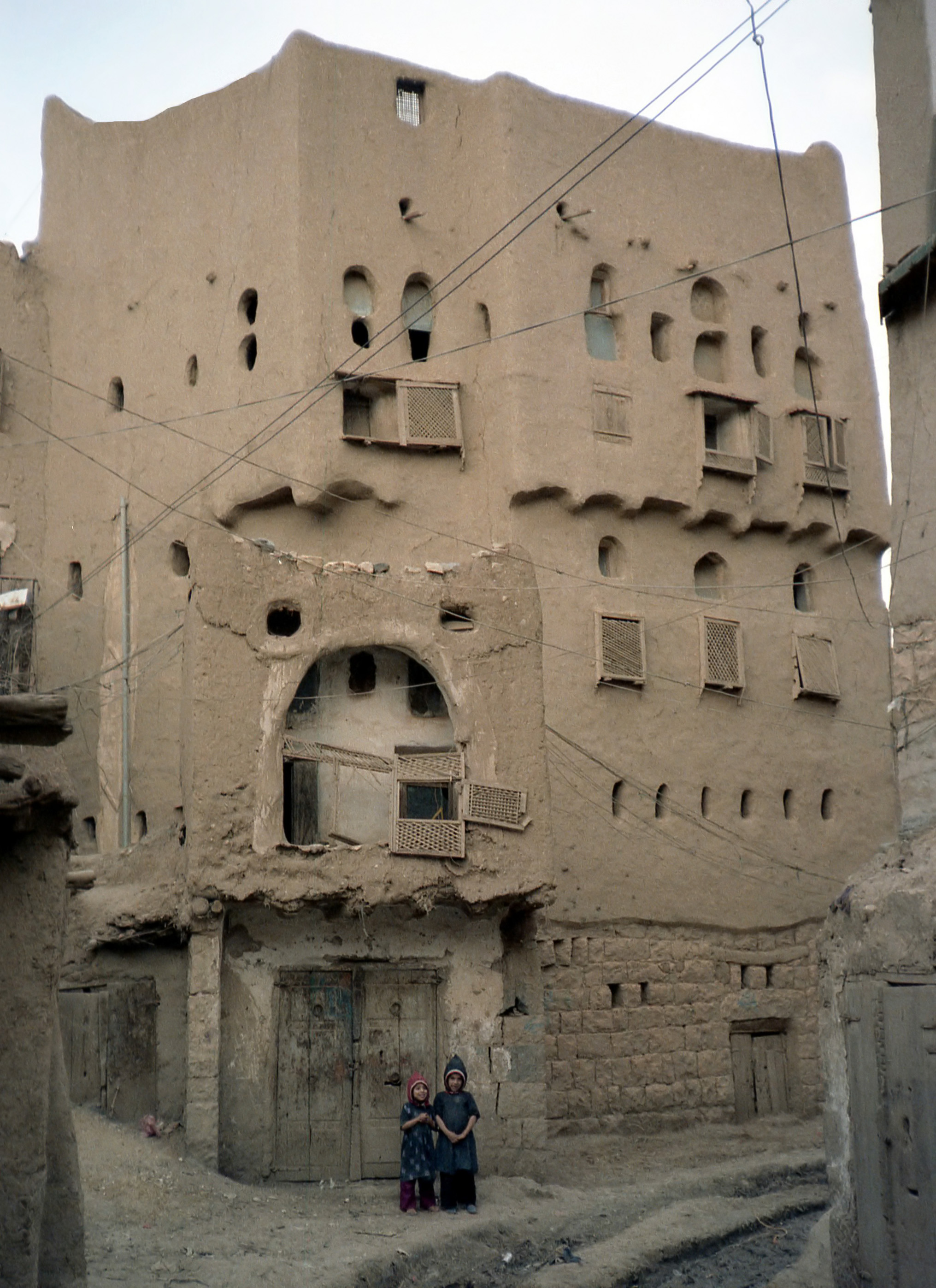
Casa em 'Amran